# Ulatowo-Pogorzel
Ulatowo-Pogorzel – wieś w Polsce położona w województwie mazowieckim, w powiecie przasnyskim, w gminie Jednorożec. Ma status sołectwa.
| SIMC    | Nazwa  | Rodzaj    |
| ------- | ------ | --------- |
| 0510920 | Piaski | część wsi |
| 0510936 | Zarazy | część wsi |

W latach 1975–1998 miejscowość administracyjnie należała do województwa ostrołęckiego.
W pobliżu miejscowości przepływa Ulatówka, niewielka rzeka dorzecza Narwi, dopływ Orzyca.
Urodził się tu Jan Adam Bieżuński  – cichociemny, oficer Armii Krajowej, nauczyciel.
Wierni Kościoła rzymskokatolickiego należą do parafii św. Floriana w Jednorożcu. 